# DNWG
De Netwerk Groep (DNWG), tot 2017 DELTA Netwerk Groep geheten, is een Nederlandse netbeheerder in Goeree-Overflakkee en Zeeland.

## Geschiedenis
DNWG behoorde voorheen tot de DELTA-groep maar door de Wet onafhankelijk netbeheer die de splitsing noodzakelijk maakte, mocht ook de naam van de netbeheerder niet langer lijken op die van het productie- of leveringsbedrijf. DELTA NV werd opgesplitst in drie dellen: DELTA, PZEM en DNWG. Dit derde onderdeel kreeg een nieuwe naam al blijft de afkorting hetzelfde. DNWG is verantwoordelijk voor de aanleg en het onderhoud van de netwerken, de fysieke kabels en leidingen dus.
DNWG bestaat uit twee onderdelen: 
- Enduris, de netbeheerder en eigenaar van de elektriciteits- en gasnetten.
- DNWG Infra (voorheen DELTA Infra), aanleg en onderhoud van de netten.[1]